# Gurubira atramentarius
Gurubira atramentarius är en skalbaggsart som först beskrevs av White 1855.  Gurubira atramentarius ingår i släktet Gurubira och familjen långhorningar. Inga underarter finns listade i Catalogue of Life.